# Новоселец
Новоселец (болг. Новоселец) — село в Болгарии. Находится в Сливенской области, входит в общину Нова-Загора. Население составляет 426 человек.

## Политическая ситуация
В местном кметстве Новоселец, в состав которого входит Новоселец, должность кмета (старосты) исполняет Илия  Желязков Илиев (Болгарская социалистическая партия (БСП)) по результатам выборов правления кметства.
Кмет (мэр) общины Нова-Загора — Николай Георгиев Грозев (Граждане за европейское развитие Болгарии (ГЕРБ)) по результатам выборов в правление общины.